# Pierwszy dzień
Pierwszy dzień (fr. Le Premier Jour) – powieść przygodowa autorstwa Marca Levy'ego, która została wydana w Polsce 4 czerwca 2010 roku. Jest to pierwszy tom cyklu Keira i Adrian.